# Millam
Millam ist eine französische Gemeinde mit 843 Einwohnern (Stand: 1. Januar 2022) im Département Nord in der Region Hauts-de-France. Sie gehört zum Arrondissement Dunkerque und zum Kanton Wormhout. Die Einwohner werden Millamois(es) genannt.

## Geographie
Die Gemeinde Millam liegt am Canal de la Haute Colme im Süden Französisch-Flanderns, 20 Kilometer südlich von Dünkirchen. Umgeben wird Millam von den Nachbargemeinden Merckeghem im Norden und Osten, Volckerinckhove im Südosten, Wulverdinghe im Süden, Watten im Südwesten, Holque im Westen sowie Cappelle-Brouck im Westen und Nordwesten.

## Bevölkerungsentwicklung
| Jahr                       | 1962 | 1968 | 1975 | 1982 | 1990 | 1999 | 2006 | 2013 | 2020 |
| Einwohner                  | 662  | 604  | 525  | 525  | 593  | 648  | 751  | 793  | 854  |
| Quellen: Cassini und INSEE |      |      |      |      |      |      |      |      |      |

## Sehenswürdigkeiten
- Kirche Saint-Omer (Monument historique)
- Kapelle Sainte-Mildrède

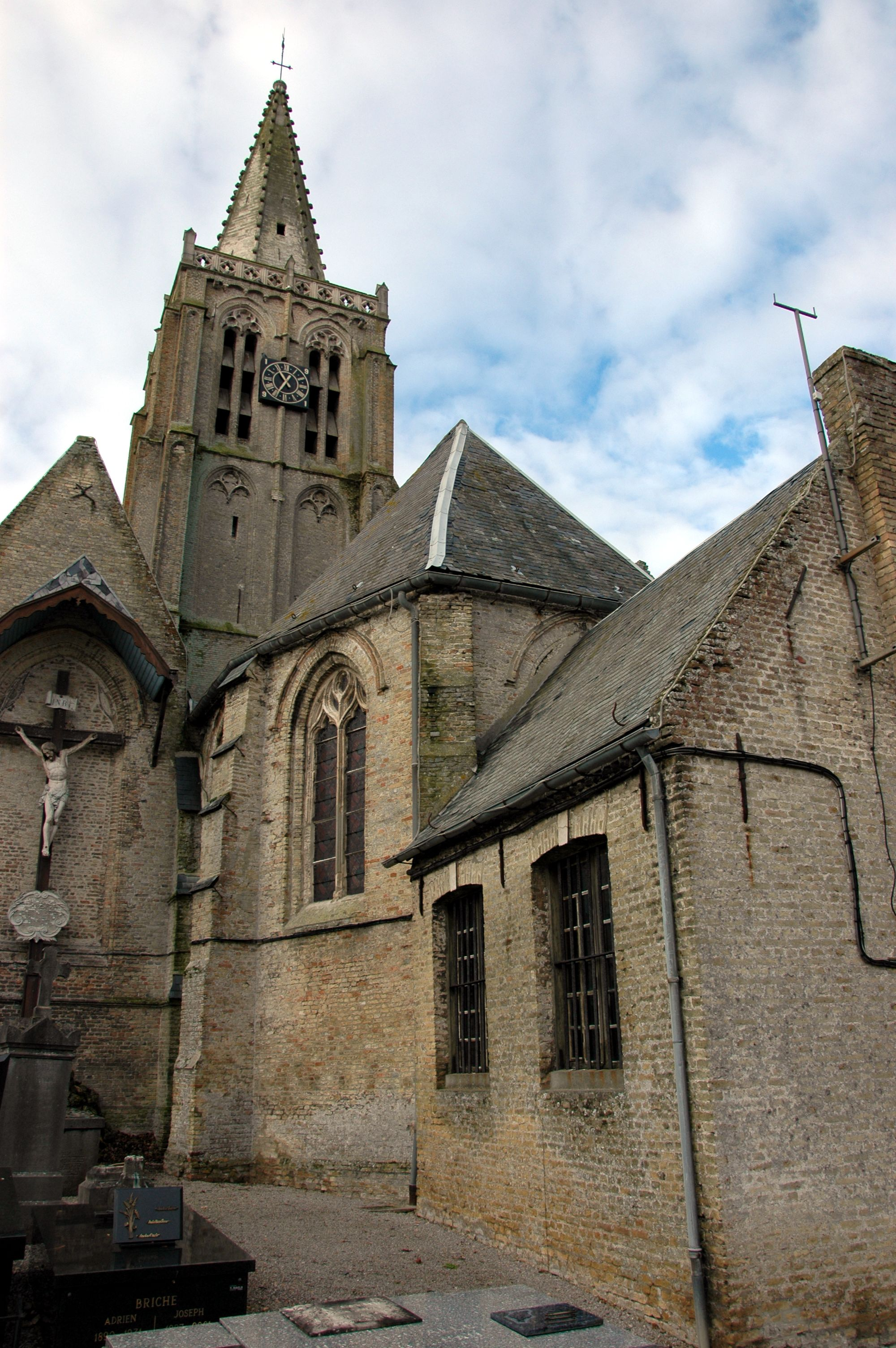
Kirche Saint-Omer
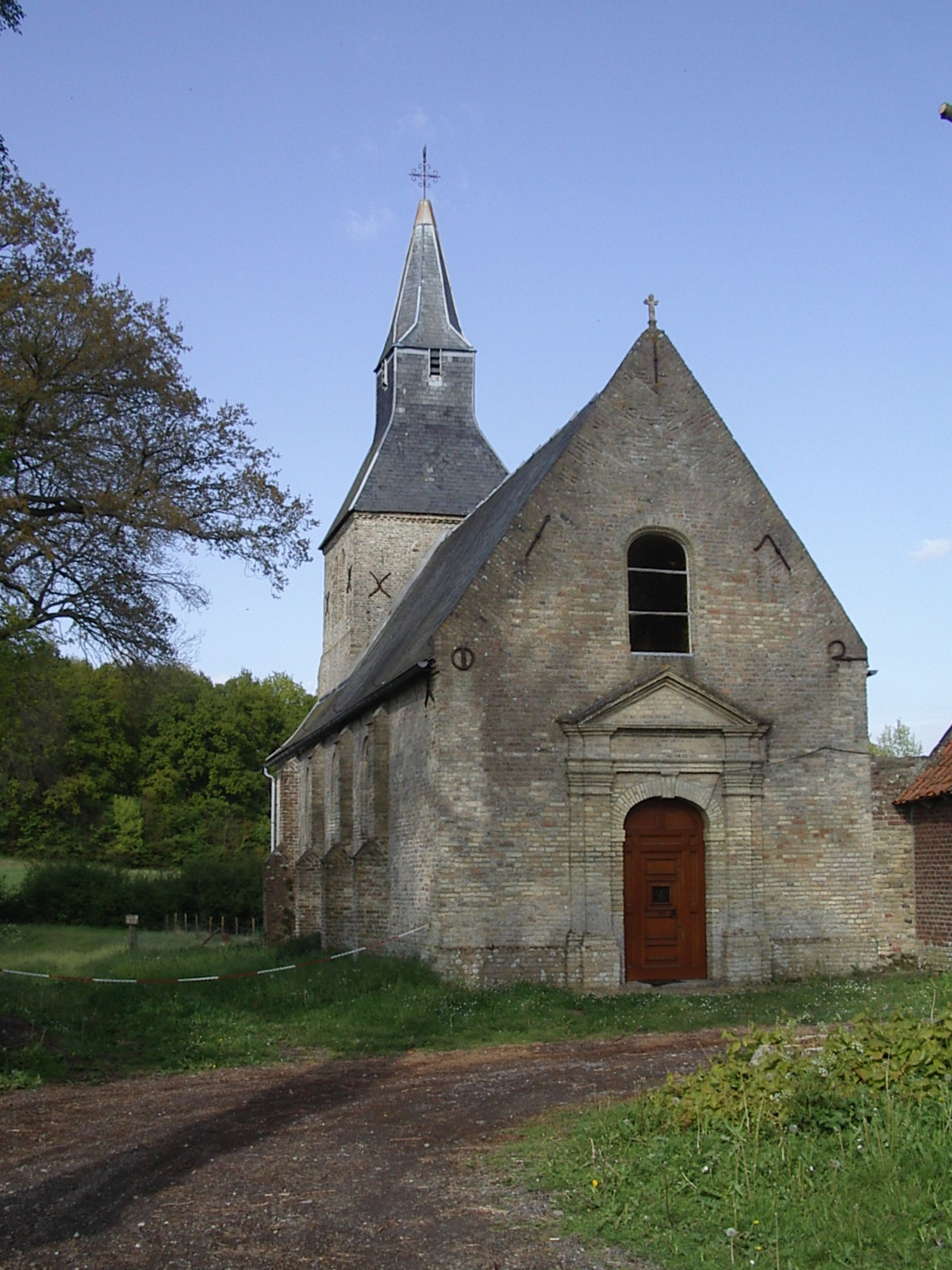
Kapelle Sainte-Mildrède